# Maris Otter Aperitiefbier
Maris Otter Aperitiefbier is een Belgisch bier van hoge gisting.
Het bier wordt sinds 2009 gebrouwen in De Proefbrouwerij te Hijfte in opdracht van Christ Schepens. Het is een blond bier met een alcoholpercentage van 5%. De naam Maris Otter verwijst naar de gebruikte gerstvariëteit. Deze gerstvariëteit werd einde jaren 1950 ontwikkeld door Dr. G.D.H. Bell te Cambridge en in 1966 op de markt gebracht. Deze tweerijige wintergerst wordt enkel in het zuiden van Engeland gekweekt en is een van de populairste gerstsoorten voor de Engelse ales. De gebruikte Belgische hop komt uit Vlamertinge.